# پل رابینسون (بازیکن فوتبال، زاده دسامبر ۱۹۷۸)
پل پیتر رابینسون (انگلیسی: Paul Peter Robinson؛ زادهٔ ۱۴ دسامبر ۱۹۷۸) بازیکن فوتبال پیشین اهل انگلستان است.
از باشگاه‌هایی که در آن بازی کرده‌است می‌توان به واتفورد، وست برومویچ آلبیون، بولتون واندرز و بولتون واندرز و بیرمنگام سیتی اشاره کرد.
وی همچنین در تیم ملی فوتبال زیر ۲۱ سال انگلستان بازی کرده‌است.